# L'Amérique aux deux visages
 (décembre 2023).
Pour plus de détails, voir Fiche technique et Distribution.
L'Amérique aux deux visages (Hidden in America) est un téléfilm américain de 1996 réalisé par Martin Bell.

## Synopsis
Un veuf au chômage, qui lutte pour faire vivre ses enfants, reçoit l'aide inespérée d'un couple compatissant.

## Fiche technique
- Titre original : Hidden in America
- Titre français : L'Amérique aux deux visages
- Réalisation : Martin Bell
- Scénario :  Peter Silverman et Michael De Guzma
- Photographie : James R. Bagdonas
- Montage : Nancy Baker
- Production : Fred Berner et David R. Ginsburg
- Pays d'origine :  États-Unis
- Langue : Anglais
- Durée : 93 minutes
- Date de sortie : 1er décembre 1996 (USA)

## Distribution
- Beau Bridges : Bill Januson
- Bruce Davison : Dr. Michael Millerton
- Shelton Dane : Robbie Januson
- Jena Malone : Willa Januson
- Alice Krige : Dee Millerton
- Josef Sommer : Edward Millerton
- Frances McDormand : Gus
- Jeff Bridges : Vincent
- Lisa Repo-Martell : Angela
- Pixie Bigelow : Marian Millerton
- Allegra Denton : Caroline